# Боа (футбольный клуб)
«Бо́а» (порт. Boa Esporte Clube) — бразильский футбольный клуб из города Варжинья, штат Минас-Жерайс.
Большую часть своей истории носил название «Итиютаба» и представлял город Итиютаба на западе штата Минас-Жерайс. С 2011 года называется «Боа». Участник Серии D чемпионата Бразилии в сезоне 2021.

## История
Футбольный клуб в Итиютабе был основан 30 апреля 1947 года. Первоначальное его название — «Боа Вонтади» (Boa Vontade Esporte Clube), что переводится как «Спортивный клуб „Добрая воля“». Чуть позже в том же году название изменилось на Ituiutaba Esporte Clube, в честь города, где базировалась команда.
В 1998 году клуб стал профессиональным. «Итиютаба» никогда не относилась к числу ведущих клубов своего штата. Высшее достижение команды — победа в Кубке штата Минас-Жерайс 2007 года. Она позволила «Итиютабе» выступить в 2008 году в Серии C Бразилии, где команда закрепилась и на следующий сезон, дойдя до 3-й стадии турнира.
В 2010 году, с третьей попытки, «Итиютабе» удалось пробиться в Серию B. Команда дошла до финала чемпионата в Серии C, где уступила АБС из Натала. Однако и второе место позволило квалифицироваться в более высокий дивизион.
В 2011 году руководство «Итиютабы» приняло решение временно перевезти команду в город Варжинья на юге штата Минас-Жерайс. Это связано с реконструкцией стадиона Фазендинья в Итиютабе. По окончании реконструкции, в 2013 году, команда должна была вернуться в Итиютабу. Дабы избежать путаницы, название было изменено на «Боа», сокращённую версию исконного наименования команды. Однако команда продолжила выступать в Варжинье и после 2013 года. «Боа» играет на «Муниципальном стадионе имени мэра Дилсона Луиса ди Мело», более известном как «Мелан».
В 2016 году «Боа» впервые в своей истории выиграла чемпионат Бразилии в Серии C, годом ранее вылетев из Серии B. В финальных матчах команда из Минас-Жерайс оказалась сильнее бывшего чемпиона Бразилии «Гуарани» из Кампинаса (1:1, 3:0).

## Достижения
- Обладатель Кубка штата Минас-Жерайс (2): 2007, 2012
- Чемпион интериора штата Минас-Жерайс (среди команд не из Белу-Оризонти) (2): 2009, 2014
- Чемпион Второго дивизиона чемпионата штата Минас-Жерайс (2): 2004, 2011
- Чемпион Бразилии в Серии C (1): 2016